# 小若昂·戈梅斯
小若昂·路易斯·戈梅斯（葡萄牙語：João Luiz Gomes Júnior，1986年1月21日—）生于圣埃斯皮里图州维多利亚，是一名巴西男子游泳运动员，主攻蛙泳。他在童年时曾从事足球运动，然而他未能选入球队，后来他决定转攻游泳。2014年世界短池游泳锦标赛，他参加数个项目，获得三枚接力金牌。后来，他因为被查出氢氯噻嗪呈阳性而被禁赛六个月，同时他在世锦赛上的成绩也均被取消，由于他在所参加的接力项目中均是只参加预赛，国际游泳联合会并未剥夺其他巴西接力队成员的奖牌。